# 1985年のワールドシリーズ
1985年の野球において、メジャーリーグベースボール（MLB）優勝決定戦の第82回ワールドシリーズ（英語: 82nd World Series）は、10月19日から27日にかけて計7試合が開催された。その結果、カンザスシティ・ロイヤルズ（アメリカンリーグ）がセントルイス・カージナルス（ナショナルリーグ）を4勝3敗で下し、球団創設17年目で初の優勝を果たした。
両チームの対戦はシリーズ史上初めて。ミズーリ州を本拠地とする球団どうしの対戦となったため、両本拠地都市を結ぶ州間高速道路70号線（Interstate 70）になぞらえた "I-70シリーズ" や、州の愛称「疑い深い州」（The Show-Me State）を冠した "ショー・ミー・シリーズ" という呼び名がつけられた。カージナルス優勝決定まであと1イニングという第6戦の9回裏、ロイヤルズ先頭打者ホルヘ・オータの一ゴロを一塁塁審ドン・デンキンガーがセーフと誤審し、そこからロイヤルズが逆転優勝を果たしたことで物議を醸したシリーズでもある。シリーズMVPには、最終第7戦で完封勝利を挙げるなど、2試合18.0イニングで2勝0敗・防御率0.50という成績を残したロイヤルズのブレット・セイバーヘイゲンが選出された。
ワールドシリーズでは1976年から指名打者（DH）制度が導入され、今シリーズまでの10年間は、偶数年は全試合で採用、奇数年は全試合で不採用とされていた。翌1986年からは規則が変更され、年度にかかわらずアメリカンリーグ球団の本拠地では採用、ナショナルリーグ球団の本拠地では不採用となった。この方式が現在も続いているため、全試合DHなしで開催されたワールドシリーズは現時点では今シリーズが最後である。

## 試合結果
1985年のワールドシリーズは10月19日に開幕し、途中に移動日を挟んで9日間で7試合が行われた。日程・結果は以下の通り。
| 日付                                                            | 試合  | ビジター球団（先攻）       | スコア | ホーム球団（後攻）         | 開催球場               | 開催球場                                         |
| --------------------------------------------------------------- | ----- | -------------------------- | ------ | -------------------------- | ---------------------- | ------------------------------------------------ |
| 10月19日（土）                                                  | 第1戦 | セントルイス・カージナルス | 3－1   | カンザスシティ・ロイヤルズ | ロイヤルズ・スタジアム | ロイヤルズ・ · スタジアムブッシュ・ · スタジアム |
| 10月20日（日）                                                  | 第2戦 | セントルイス・カージナルス | 4－2   | カンザスシティ・ロイヤルズ | ロイヤルズ・スタジアム | ロイヤルズ・ · スタジアムブッシュ・ · スタジアム |
| 10月21日（月）                                                  |       | 移動日                     | 移動日 | 移動日                     |                        | ロイヤルズ・ · スタジアムブッシュ・ · スタジアム |
| 10月22日（火）                                                  | 第3戦 | カンザスシティ・ロイヤルズ | 6－1   | セントルイス・カージナルス | ブッシュ・スタジアム   | ロイヤルズ・ · スタジアムブッシュ・ · スタジアム |
| 10月23日（水）                                                  | 第4戦 | カンザスシティ・ロイヤルズ | 0－3   | セントルイス・カージナルス | ブッシュ・スタジアム   | ロイヤルズ・ · スタジアムブッシュ・ · スタジアム |
| 10月24日（木）                                                  | 第5戦 | カンザスシティ・ロイヤルズ | 6－1   | セントルイス・カージナルス | ブッシュ・スタジアム   | ロイヤルズ・ · スタジアムブッシュ・ · スタジアム |
| 10月25日（金）                                                  |       | 移動日                     | 移動日 | 移動日                     |                        | ロイヤルズ・ · スタジアムブッシュ・ · スタジアム |
| 10月26日（土）                                                  | 第6戦 | セントルイス・カージナルス | 1－2x  | カンザスシティ・ロイヤルズ | ロイヤルズ・スタジアム | ロイヤルズ・ · スタジアムブッシュ・ · スタジアム |
| 10月27日（日）                                                  | 第7戦 | セントルイス・カージナルス | 0－11  | カンザスシティ・ロイヤルズ | ロイヤルズ・スタジアム | ロイヤルズ・ · スタジアムブッシュ・ · スタジアム |
| 優勝：カンザスシティ・ロイヤルズ（4勝3敗 / 球団創設17年目で初） |       |                            |        |                            |                        | ロイヤルズ・ · スタジアムブッシュ・ · スタジアム |

### 第1戦 10月19日
- ロイヤルズ・スタジアム（ミズーリ州カンザスシティ）

|                            | 1 | 2 | 3 | 4 | 5 | 6 | 7 | 8 | 9 | R | H | E |
| -------------------------- | - | - | - | - | - | - | - | - | - | - | - | - |
| セントルイス・カージナルス | 0 | 0 | 1 | 1 | 0 | 0 | 0 | 0 | 1 | 3 | 7 | 1 |
| カンザスシティ・ロイヤルズ | 0 | 1 | 0 | 0 | 0 | 0 | 0 | 0 | 0 | 1 | 8 | 0 |

1. 勝利：ジョン・テューダー（1勝）
2. セーブ：トッド・ウォーレル（1S）
3. 敗戦：ダニー・ジャクソン（1敗）
4. 審判
［球審］ドン・デンキンガー（AL）
［塁審］一塁: ビル・ウィリアムズ（NL）、二塁: ジム・マッキーン（AL）、三塁: ボブ・エンゲル（NL）
［外審］左翼: ジョン・シュロック（AL）、右翼: ジム・クイック（NL）
5. 試合開始時刻: 中部夏時間（UTC-5）午後7時30分  試合時間: 2時間48分  観客: 4万1650人  気温: 50°F（10°C）
詳細: MLB.com Gameday / Baseball-Reference.com

| セントルイス・カージナルス | セントルイス・カージナルス | セントルイス・カージナルス | セントルイス・カージナルス | セントルイス・カージナルス                                                                               | カンザスシティ・ロイヤルズ | カンザスシティ・ロイヤルズ | カンザスシティ・ロイヤルズ | カンザスシティ・ロイヤルズ | カンザスシティ・ロイヤルズ                                                                                      |
| -------------------------- | -------------------------- | -------------------------- | -------------------------- | --- | -------------------------- | -------------------------- | -------------------------- | -------------------------- | --- |
| 打順                       | 守備                       | 選手                       | 打席                       | J・テューダーD・ポーターJ・クラークT・ハーT・ペンドル · トンO・スミスT・ランドラムW・マギーC・セデーニョ | 打順                       | 守備                       | 選手                       | 打席                       | D・ジャクソンJ・サンドバーグS・バルボニF・ホワイトG・ブレットB・ビアンカラーナL・スミスW・ウィルソンD・モトリー |
| 1                          | 中                         | W・マギー                  | 両                         | J・テューダーD・ポーターJ・クラークT・ハーT・ペンドル · トンO・スミスT・ランドラムW・マギーC・セデーニョ | 1                          | 左                         | L・スミス                  | 右                         | D・ジャクソンJ・サンドバーグS・バルボニF・ホワイトG・ブレットB・ビアンカラーナL・スミスW・ウィルソンD・モトリー |
| 2                          | 遊                         | O・スミス                  | 両                         | J・テューダーD・ポーターJ・クラークT・ハーT・ペンドル · トンO・スミスT・ランドラムW・マギーC・セデーニョ | 2                          | 中                         | W・ウィルソン              | 両                         | D・ジャクソンJ・サンドバーグS・バルボニF・ホワイトG・ブレットB・ビアンカラーナL・スミスW・ウィルソンD・モトリー |
| 3                          | 二                         | T・ハー                    | 両                         | J・テューダーD・ポーターJ・クラークT・ハーT・ペンドル · トンO・スミスT・ランドラムW・マギーC・セデーニョ | 3                          | 三                         | G・ブレット                | 左                         | D・ジャクソンJ・サンドバーグS・バルボニF・ホワイトG・ブレットB・ビアンカラーナL・スミスW・ウィルソンD・モトリー |
| 4                          | 一                         | J・クラーク                | 右                         | J・テューダーD・ポーターJ・クラークT・ハーT・ペンドル · トンO・スミスT・ランドラムW・マギーC・セデーニョ | 4                          | 二                         | F・ホワイト                | 右                         | D・ジャクソンJ・サンドバーグS・バルボニF・ホワイトG・ブレットB・ビアンカラーナL・スミスW・ウィルソンD・モトリー |
| 5                          | 左                         | T・ランドラム              | 右                         | J・テューダーD・ポーターJ・クラークT・ハーT・ペンドル · トンO・スミスT・ランドラムW・マギーC・セデーニョ | 5                          | 捕                         | J・サンドバーグ            | 右                         | D・ジャクソンJ・サンドバーグS・バルボニF・ホワイトG・ブレットB・ビアンカラーナL・スミスW・ウィルソンD・モトリー |
| 6                          | 右                         | C・セデーニョ              | 右                         | J・テューダーD・ポーターJ・クラークT・ハーT・ペンドル · トンO・スミスT・ランドラムW・マギーC・セデーニョ | 6                          | 右                         | D・モトリー                | 右                         | D・ジャクソンJ・サンドバーグS・バルボニF・ホワイトG・ブレットB・ビアンカラーナL・スミスW・ウィルソンD・モトリー |
| 7                          | 三                         | T・ペンドルトン            | 両                         | J・テューダーD・ポーターJ・クラークT・ハーT・ペンドル · トンO・スミスT・ランドラムW・マギーC・セデーニョ | 7                          | 一                         | S・バルボニ                | 右                         | D・ジャクソンJ・サンドバーグS・バルボニF・ホワイトG・ブレットB・ビアンカラーナL・スミスW・ウィルソンD・モトリー |
| 8                          | 捕                         | D・ポーター                | 左                         | J・テューダーD・ポーターJ・クラークT・ハーT・ペンドル · トンO・スミスT・ランドラムW・マギーC・セデーニョ | 8                          | 遊                         | B・ビアンカラーナ          | 両                         | D・ジャクソンJ・サンドバーグS・バルボニF・ホワイトG・ブレットB・ビアンカラーナL・スミスW・ウィルソンD・モトリー |
| 9                          | 投                         | J・テューダー              | 左                         | J・テューダーD・ポーターJ・クラークT・ハーT・ペンドル · トンO・スミスT・ランドラムW・マギーC・セデーニョ | 9                          | 投                         | D・ジャクソン              | 右                         | D・ジャクソンJ・サンドバーグS・バルボニF・ホワイトG・ブレットB・ビアンカラーナL・スミスW・ウィルソンD・モトリー |
| 先発投手                   | 先発投手                   | 先発投手                   | 投球                       | J・テューダーD・ポーターJ・クラークT・ハーT・ペンドル · トンO・スミスT・ランドラムW・マギーC・セデーニョ | 先発投手                   | 先発投手                   | 先発投手                   | 投球                       | D・ジャクソンJ・サンドバーグS・バルボニF・ホワイトG・ブレットB・ビアンカラーナL・スミスW・ウィルソンD・モトリー |
| J・テューダー              | J・テューダー              | J・テューダー              | 左                         | J・テューダーD・ポーターJ・クラークT・ハーT・ペンドル · トンO・スミスT・ランドラムW・マギーC・セデーニョ | D・ジャクソン              | D・ジャクソン              | D・ジャクソン              | 左                         | D・ジャクソンJ・サンドバーグS・バルボニF・ホワイトG・ブレットB・ビアンカラーナL・スミスW・ウィルソンD・モトリー |

### 第2戦 10月20日
- ロイヤルズ・スタジアム（ミズーリ州カンザスシティ）

|                            | 1 | 2 | 3 | 4 | 5 | 6 | 7 | 8 | 9 | R | H | E |
| -------------------------- | - | - | - | - | - | - | - | - | - | - | - | - |
| セントルイス・カージナルス | 0 | 0 | 0 | 0 | 0 | 0 | 0 | 0 | 4 | 4 | 6 | 0 |
| カンザスシティ・ロイヤルズ | 0 | 0 | 0 | 2 | 0 | 0 | 0 | 0 | 0 | 2 | 9 | 0 |

1. 勝利：ケン・デイリー（1勝）
2. セーブ：ジェフ・ラハティ（1S）
3. 敗戦：チャーリー・リーブラント（1敗）
4. 審判
［球審］ビル・ウィリアムズ（NL）
［塁審］一塁: ジム・マッキーン（AL）、二塁: ボブ・エンゲル（NL）、三塁: ジョン・シュロック（AL）
［外審］左翼: ジム・クイック（NL）、右翼: ドン・デンキンガー（AL）
5. 試合開始時刻: 中部夏時間（UTC-5）午後7時35分  試合時間: 2時間44分  観客: 4万1656人  気温: 60°F（15.6°C）
詳細: MLB.com Gameday / Baseball-Reference.com

| セントルイス・カージナルス | セントルイス・カージナルス | セントルイス・カージナルス | セントルイス・カージナルス | セントルイス・カージナルス                                                                             | カンザスシティ・ロイヤルズ | カンザスシティ・ロイヤルズ | カンザスシティ・ロイヤルズ | カンザスシティ・ロイヤルズ | カンザスシティ・ロイヤルズ                                                                                          |
| -------------------------- | -------------------------- | -------------------------- | -------------------------- | --- | -------------------------- | -------------------------- | -------------------------- | -------------------------- | --- |
| 打順                       | 守備                       | 選手                       | 打席                       | D・コックスD・ポーターJ・クラークT・ハーT・ペンドル · トンO・スミスT・ランドラムW・マギーC・セデーニョ | 打順                       | 守備                       | 選手                       | 打席                       | C・リーブラントJ・サンドバーグS・バルボニF・ホワイトG・ブレットB・ビアンカラーナL・スミスW・ウィルソンP・シェリダン |
| 1                          | 中                         | W・マギー                  | 両                         | D・コックスD・ポーターJ・クラークT・ハーT・ペンドル · トンO・スミスT・ランドラムW・マギーC・セデーニョ | 1                          | 左                         | L・スミス                  | 右                         | C・リーブラントJ・サンドバーグS・バルボニF・ホワイトG・ブレットB・ビアンカラーナL・スミスW・ウィルソンP・シェリダン |
| 2                          | 遊                         | O・スミス                  | 両                         | D・コックスD・ポーターJ・クラークT・ハーT・ペンドル · トンO・スミスT・ランドラムW・マギーC・セデーニョ | 2                          | 中                         | W・ウィルソン              | 両                         | C・リーブラントJ・サンドバーグS・バルボニF・ホワイトG・ブレットB・ビアンカラーナL・スミスW・ウィルソンP・シェリダン |
| 3                          | 二                         | T・ハー                    | 両                         | D・コックスD・ポーターJ・クラークT・ハーT・ペンドル · トンO・スミスT・ランドラムW・マギーC・セデーニョ | 3                          | 三                         | G・ブレット                | 左                         | C・リーブラントJ・サンドバーグS・バルボニF・ホワイトG・ブレットB・ビアンカラーナL・スミスW・ウィルソンP・シェリダン |
| 4                          | 一                         | J・クラーク                | 右                         | D・コックスD・ポーターJ・クラークT・ハーT・ペンドル · トンO・スミスT・ランドラムW・マギーC・セデーニョ | 4                          | 二                         | F・ホワイト                | 右                         | C・リーブラントJ・サンドバーグS・バルボニF・ホワイトG・ブレットB・ビアンカラーナL・スミスW・ウィルソンP・シェリダン |
| 5                          | 左                         | T・ランドラム              | 右                         | D・コックスD・ポーターJ・クラークT・ハーT・ペンドル · トンO・スミスT・ランドラムW・マギーC・セデーニョ | 5                          | 右                         | P・シェリダン              | 左                         | C・リーブラントJ・サンドバーグS・バルボニF・ホワイトG・ブレットB・ビアンカラーナL・スミスW・ウィルソンP・シェリダン |
| 6                          | 右                         | C・セデーニョ              | 右                         | D・コックスD・ポーターJ・クラークT・ハーT・ペンドル · トンO・スミスT・ランドラムW・マギーC・セデーニョ | 6                          | 捕                         | J・サンドバーグ            | 右                         | C・リーブラントJ・サンドバーグS・バルボニF・ホワイトG・ブレットB・ビアンカラーナL・スミスW・ウィルソンP・シェリダン |
| 7                          | 三                         | T・ペンドルトン            | 両                         | D・コックスD・ポーターJ・クラークT・ハーT・ペンドル · トンO・スミスT・ランドラムW・マギーC・セデーニョ | 7                          | 一                         | S・バルボニ                | 右                         | C・リーブラントJ・サンドバーグS・バルボニF・ホワイトG・ブレットB・ビアンカラーナL・スミスW・ウィルソンP・シェリダン |
| 8                          | 捕                         | D・ポーター                | 左                         | D・コックスD・ポーターJ・クラークT・ハーT・ペンドル · トンO・スミスT・ランドラムW・マギーC・セデーニョ | 8                          | 遊                         | B・ビアンカラーナ          | 両                         | C・リーブラントJ・サンドバーグS・バルボニF・ホワイトG・ブレットB・ビアンカラーナL・スミスW・ウィルソンP・シェリダン |
| 9                          | 投                         | D・コックス                | 右                         | D・コックスD・ポーターJ・クラークT・ハーT・ペンドル · トンO・スミスT・ランドラムW・マギーC・セデーニョ | 9                          | 投                         | C・リーブラント            | 右                         | C・リーブラントJ・サンドバーグS・バルボニF・ホワイトG・ブレットB・ビアンカラーナL・スミスW・ウィルソンP・シェリダン |
| 先発投手                   | 先発投手                   | 先発投手                   | 投球                       | D・コックスD・ポーターJ・クラークT・ハーT・ペンドル · トンO・スミスT・ランドラムW・マギーC・セデーニョ | 先発投手                   | 先発投手                   | 先発投手                   | 投球                       | C・リーブラントJ・サンドバーグS・バルボニF・ホワイトG・ブレットB・ビアンカラーナL・スミスW・ウィルソンP・シェリダン |
| D・コックス                | D・コックス                | D・コックス                | 右                         | D・コックスD・ポーターJ・クラークT・ハーT・ペンドル · トンO・スミスT・ランドラムW・マギーC・セデーニョ | C・リーブラント            | C・リーブラント            | C・リーブラント            | 左                         | C・リーブラントJ・サンドバーグS・バルボニF・ホワイトG・ブレットB・ビアンカラーナL・スミスW・ウィルソンP・シェリダン |

### 第3戦 10月22日
- ブッシュ・スタジアム（ミズーリ州セントルイス）

|                            | 1 | 2 | 3 | 4 | 5 | 6 | 7 | 8 | 9 | R | H  | E |
| -------------------------- | - | - | - | - | - | - | - | - | - | - | -- | - |
| カンザスシティ・ロイヤルズ | 0 | 0 | 0 | 2 | 2 | 0 | 2 | 0 | 0 | 6 | 11 | 0 |
| セントルイス・カージナルス | 0 | 0 | 0 | 0 | 0 | 1 | 0 | 0 | 0 | 1 | 6  | 0 |

1. 勝利：ブレット・セイバーヘイゲン（1勝）
2. 敗戦：ウォーキーン・アンドゥハー（1敗）
3. 本塁打
KC：フランク・ホワイト1号2ラン
4. 審判
［球審］ジム・マッキーン（AL）
［塁審］一塁: ボブ・エンゲル（NL）、二塁: ジョン・シュロック（AL）、三塁: ジム・クイック（NL）
［外審］左翼: ドン・デンキンガー（AL）、右翼: ビル・ウィリアムズ（NL）
5. 試合開始時刻: 中部夏時間（UTC-5）午後7時35分  試合時間: 2時間59分  観客: 5万3634人  気温: 65°F（18.3°C）
詳細: MLB.com Gameday / Baseball-Reference.com

| カンザスシティ・ロイヤルズ | カンザスシティ・ロイヤルズ | カンザスシティ・ロイヤルズ | カンザスシティ・ロイヤルズ | カンザスシティ・ロイヤルズ                                                                                              | セントルイス・カージナルス | セントルイス・カージナルス | セントルイス・カージナルス | セントルイス・カージナルス | セントルイス・カージナルス                                                                                   |
| -------------------------- | -------------------------- | -------------------------- | -------------------------- | --- | -------------------------- | -------------------------- | -------------------------- | -------------------------- | --- |
| 打順                       | 守備                       | 選手                       | 打席                       | B・セイバーヘイゲンJ・サンドバーグS・バルボニF・ホワイトG・ブレットB・ビアンカラーナL・スミスW・ウィルソンP・シェリダン | 打順                       | 守備                       | 選手                       | 打席                       | J・アンドゥハーD・ポーターJ・クラークT・ハーT・ペンドル · トンO・スミスT・ランドラムW・マギーA・バンスライク |
| 1                          | 左                         | L・スミス                  | 右                         | B・セイバーヘイゲンJ・サンドバーグS・バルボニF・ホワイトG・ブレットB・ビアンカラーナL・スミスW・ウィルソンP・シェリダン | 1                          | 中                         | W・マギー                  | 両                         | J・アンドゥハーD・ポーターJ・クラークT・ハーT・ペンドル · トンO・スミスT・ランドラムW・マギーA・バンスライク |
| 2                          | 中                         | W・ウィルソン              | 両                         | B・セイバーヘイゲンJ・サンドバーグS・バルボニF・ホワイトG・ブレットB・ビアンカラーナL・スミスW・ウィルソンP・シェリダン | 2                          | 遊                         | O・スミス                  | 両                         | J・アンドゥハーD・ポーターJ・クラークT・ハーT・ペンドル · トンO・スミスT・ランドラムW・マギーA・バンスライク |
| 3                          | 三                         | G・ブレット                | 左                         | B・セイバーヘイゲンJ・サンドバーグS・バルボニF・ホワイトG・ブレットB・ビアンカラーナL・スミスW・ウィルソンP・シェリダン | 3                          | 二                         | T・ハー                    | 両                         | J・アンドゥハーD・ポーターJ・クラークT・ハーT・ペンドル · トンO・スミスT・ランドラムW・マギーA・バンスライク |
| 4                          | 二                         | F・ホワイト                | 右                         | B・セイバーヘイゲンJ・サンドバーグS・バルボニF・ホワイトG・ブレットB・ビアンカラーナL・スミスW・ウィルソンP・シェリダン | 4                          | 一                         | J・クラーク                | 右                         | J・アンドゥハーD・ポーターJ・クラークT・ハーT・ペンドル · トンO・スミスT・ランドラムW・マギーA・バンスライク |
| 5                          | 右                         | P・シェリダン              | 左                         | B・セイバーヘイゲンJ・サンドバーグS・バルボニF・ホワイトG・ブレットB・ビアンカラーナL・スミスW・ウィルソンP・シェリダン | 5                          | 右                         | A・バンスライク            | 左                         | J・アンドゥハーD・ポーターJ・クラークT・ハーT・ペンドル · トンO・スミスT・ランドラムW・マギーA・バンスライク |
| 6                          | 捕                         | J・サンドバーグ            | 右                         | B・セイバーヘイゲンJ・サンドバーグS・バルボニF・ホワイトG・ブレットB・ビアンカラーナL・スミスW・ウィルソンP・シェリダン | 6                          | 三                         | T・ペンドルトン            | 両                         | J・アンドゥハーD・ポーターJ・クラークT・ハーT・ペンドル · トンO・スミスT・ランドラムW・マギーA・バンスライク |
| 7                          | 一                         | S・バルボニ                | 右                         | B・セイバーヘイゲンJ・サンドバーグS・バルボニF・ホワイトG・ブレットB・ビアンカラーナL・スミスW・ウィルソンP・シェリダン | 7                          | 捕                         | D・ポーター                | 左                         | J・アンドゥハーD・ポーターJ・クラークT・ハーT・ペンドル · トンO・スミスT・ランドラムW・マギーA・バンスライク |
| 8                          | 遊                         | B・ビアンカラーナ          | 両                         | B・セイバーヘイゲンJ・サンドバーグS・バルボニF・ホワイトG・ブレットB・ビアンカラーナL・スミスW・ウィルソンP・シェリダン | 8                          | 左                         | T・ランドラム              | 右                         | J・アンドゥハーD・ポーターJ・クラークT・ハーT・ペンドル · トンO・スミスT・ランドラムW・マギーA・バンスライク |
| 9                          | 投                         | B・セイバーヘイゲン        | 右                         | B・セイバーヘイゲンJ・サンドバーグS・バルボニF・ホワイトG・ブレットB・ビアンカラーナL・スミスW・ウィルソンP・シェリダン | 9                          | 投                         | J・アンドゥハー            | 両                         | J・アンドゥハーD・ポーターJ・クラークT・ハーT・ペンドル · トンO・スミスT・ランドラムW・マギーA・バンスライク |
| 先発投手                   | 先発投手                   | 先発投手                   | 投球                       | B・セイバーヘイゲンJ・サンドバーグS・バルボニF・ホワイトG・ブレットB・ビアンカラーナL・スミスW・ウィルソンP・シェリダン | 先発投手                   | 先発投手                   | 先発投手                   | 投球                       | J・アンドゥハーD・ポーターJ・クラークT・ハーT・ペンドル · トンO・スミスT・ランドラムW・マギーA・バンスライク |
| B・セイバーヘイゲン        | B・セイバーヘイゲン        | B・セイバーヘイゲン        | 右                         | B・セイバーヘイゲンJ・サンドバーグS・バルボニF・ホワイトG・ブレットB・ビアンカラーナL・スミスW・ウィルソンP・シェリダン | J・アンドゥハー            | J・アンドゥハー            | J・アンドゥハー            | 右                         | J・アンドゥハーD・ポーターJ・クラークT・ハーT・ペンドル · トンO・スミスT・ランドラムW・マギーA・バンスライク |

### 第4戦 10月23日
- ブッシュ・スタジアム（ミズーリ州セントルイス）

|                            | 1 | 2 | 3 | 4 | 5 | 6 | 7 | 8 | 9 | R | H | E |
| -------------------------- | - | - | - | - | - | - | - | - | - | - | - | - |
| カンザスシティ・ロイヤルズ | 0 | 0 | 0 | 0 | 0 | 0 | 0 | 0 | 0 | 0 | 5 | 1 |
| セントルイス・カージナルス | 0 | 1 | 1 | 0 | 1 | 0 | 0 | 0 | X | 3 | 6 | 0 |

1. 勝利：ジョン・テューダー（2勝）
2. 敗戦：バド・ブラック（1敗）
3. 本塁打
STL：ティト・ランドラム1号ソロ、ウィリー・マギー1号ソロ
4. 審判
［球審］ボブ・エンゲル（NL）
［塁審］一塁: ジョン・シュロック（AL）、二塁: ジム・クイック（NL）、三塁: ドン・デンキンガー（AL）
［外審］左翼: ビル・ウィリアムズ（NL）、右翼: ジム・マッキーン（AL）
5. 試合開始時刻: 中部夏時間（UTC-5）午後7時15分  試合時間: 2時間19分  観客: 5万3634人  気温: 73°F（22.8°C）
詳細: MLB.com Gameday / Baseball-Reference.com

| カンザスシティ・ロイヤルズ | カンザスシティ・ロイヤルズ | カンザスシティ・ロイヤルズ | カンザスシティ・ロイヤルズ | カンザスシティ・ロイヤルズ                                                                                    | セントルイス・カージナルス | セントルイス・カージナルス | セントルイス・カージナルス | セントルイス・カージナルス | セントルイス・カージナルス                                                                             |
| -------------------------- | -------------------------- | -------------------------- | -------------------------- | --- | -------------------------- | -------------------------- | -------------------------- | -------------------------- | --- |
| 打順                       | 守備                       | 選手                       | 打席                       | B・ブラックJ・サンドバーグS・バルボニF・ホワイトG・ブレットB・ビアンカラーナL・スミスW・ウィルソンD・モトリー | 打順                       | 守備                       | 選手                       | 打席                       | J・テューダーT・ニエトJ・クラークT・ハーT・ペンドル · トンO・スミスT・ランドラムW・マギーC・セデーニョ |
| 1                          | 左                         | L・スミス                  | 右                         | B・ブラックJ・サンドバーグS・バルボニF・ホワイトG・ブレットB・ビアンカラーナL・スミスW・ウィルソンD・モトリー | 1                          | 中                         | W・マギー                  | 両                         | J・テューダーT・ニエトJ・クラークT・ハーT・ペンドル · トンO・スミスT・ランドラムW・マギーC・セデーニョ |
| 2                          | 中                         | W・ウィルソン              | 両                         | B・ブラックJ・サンドバーグS・バルボニF・ホワイトG・ブレットB・ビアンカラーナL・スミスW・ウィルソンD・モトリー | 2                          | 遊                         | O・スミス                  | 両                         | J・テューダーT・ニエトJ・クラークT・ハーT・ペンドル · トンO・スミスT・ランドラムW・マギーC・セデーニョ |
| 3                          | 三                         | G・ブレット                | 左                         | B・ブラックJ・サンドバーグS・バルボニF・ホワイトG・ブレットB・ビアンカラーナL・スミスW・ウィルソンD・モトリー | 3                          | 二                         | T・ハー                    | 両                         | J・テューダーT・ニエトJ・クラークT・ハーT・ペンドル · トンO・スミスT・ランドラムW・マギーC・セデーニョ |
| 4                          | 二                         | F・ホワイト                | 右                         | B・ブラックJ・サンドバーグS・バルボニF・ホワイトG・ブレットB・ビアンカラーナL・スミスW・ウィルソンD・モトリー | 4                          | 一                         | J・クラーク                | 右                         | J・テューダーT・ニエトJ・クラークT・ハーT・ペンドル · トンO・スミスT・ランドラムW・マギーC・セデーニョ |
| 5                          | 捕                         | J・サンドバーグ            | 右                         | B・ブラックJ・サンドバーグS・バルボニF・ホワイトG・ブレットB・ビアンカラーナL・スミスW・ウィルソンD・モトリー | 5                          | 左                         | T・ランドラム              | 右                         | J・テューダーT・ニエトJ・クラークT・ハーT・ペンドル · トンO・スミスT・ランドラムW・マギーC・セデーニョ |
| 6                          | 右                         | D・モトリー                | 右                         | B・ブラックJ・サンドバーグS・バルボニF・ホワイトG・ブレットB・ビアンカラーナL・スミスW・ウィルソンD・モトリー | 6                          | 右                         | C・セデーニョ              | 右                         | J・テューダーT・ニエトJ・クラークT・ハーT・ペンドル · トンO・スミスT・ランドラムW・マギーC・セデーニョ |
| 7                          | 一                         | S・バルボニ                | 右                         | B・ブラックJ・サンドバーグS・バルボニF・ホワイトG・ブレットB・ビアンカラーナL・スミスW・ウィルソンD・モトリー | 7                          | 三                         | T・ペンドルトン            | 両                         | J・テューダーT・ニエトJ・クラークT・ハーT・ペンドル · トンO・スミスT・ランドラムW・マギーC・セデーニョ |
| 8                          | 遊                         | B・ビアンカラーナ          | 両                         | B・ブラックJ・サンドバーグS・バルボニF・ホワイトG・ブレットB・ビアンカラーナL・スミスW・ウィルソンD・モトリー | 8                          | 捕                         | T・ニエト                  | 右                         | J・テューダーT・ニエトJ・クラークT・ハーT・ペンドル · トンO・スミスT・ランドラムW・マギーC・セデーニョ |
| 9                          | 投                         | B・ブラック                | 左                         | B・ブラックJ・サンドバーグS・バルボニF・ホワイトG・ブレットB・ビアンカラーナL・スミスW・ウィルソンD・モトリー | 9                          | 投                         | J・テューダー              | 左                         | J・テューダーT・ニエトJ・クラークT・ハーT・ペンドル · トンO・スミスT・ランドラムW・マギーC・セデーニョ |
| 先発投手                   | 先発投手                   | 先発投手                   | 投球                       | B・ブラックJ・サンドバーグS・バルボニF・ホワイトG・ブレットB・ビアンカラーナL・スミスW・ウィルソンD・モトリー | 先発投手                   | 先発投手                   | 先発投手                   | 投球                       | J・テューダーT・ニエトJ・クラークT・ハーT・ペンドル · トンO・スミスT・ランドラムW・マギーC・セデーニョ |
| B・ブラック                | B・ブラック                | B・ブラック                | 左                         | B・ブラックJ・サンドバーグS・バルボニF・ホワイトG・ブレットB・ビアンカラーナL・スミスW・ウィルソンD・モトリー | J・テューダー              | J・テューダー              | J・テューダー              | 左                         | J・テューダーT・ニエトJ・クラークT・ハーT・ペンドル · トンO・スミスT・ランドラムW・マギーC・セデーニョ |

### 第5戦 10月24日
- ブッシュ・スタジアム（ミズーリ州セントルイス）

|                            | 1 | 2 | 3 | 4 | 5 | 6 | 7 | 8 | 9 | R | H  | E |
| -------------------------- | - | - | - | - | - | - | - | - | - | - | -- | - |
| カンザスシティ・ロイヤルズ | 1 | 3 | 0 | 0 | 0 | 0 | 0 | 1 | 1 | 6 | 11 | 2 |
| セントルイス・カージナルス | 1 | 0 | 0 | 0 | 0 | 0 | 0 | 0 | 0 | 1 | 5  | 1 |

1. 勝利：ダニー・ジャクソン（1勝1敗）
2. 敗戦：ボブ・フォーシュ（1敗）
3. 審判
［球審］ジョン・シュロック（AL）
［塁審］一塁: ジム・クイック（NL）、二塁: ドン・デンキンガー（AL）、三塁: ビル・ウィリアムズ（NL）
［外審］左翼: ジム・マッキーン（AL）、右翼: ボブ・エンゲル（NL）
4. 試合開始時刻: 中部夏時間（UTC-5）午後7時15分  試合時間: 2時間52分  観客: 5万3634人  気温: 70°F（21.1°C）
詳細: MLB.com Gameday / Baseball-Reference.com

| カンザスシティ・ロイヤルズ | カンザスシティ・ロイヤルズ | カンザスシティ・ロイヤルズ | カンザスシティ・ロイヤルズ | カンザスシティ・ロイヤルズ                                                                                        | セントルイス・カージナルス | セントルイス・カージナルス | セントルイス・カージナルス | セントルイス・カージナルス | セントルイス・カージナルス                                                                             |
| -------------------------- | -------------------------- | -------------------------- | -------------------------- | --- | -------------------------- | -------------------------- | -------------------------- | -------------------------- | --- |
| 打順                       | 守備                       | 選手                       | 打席                       | D・ジャクソンJ・サンドバーグS・バルボニF・ホワイトG・ブレットB・ビアンカラーナL・スミスW・ウィルソンP・シェリダン | 打順                       | 守備                       | 選手                       | 打席                       | B・フォーシュT・ニエトJ・クラークT・ハーT・ペンドル · トンO・スミスT・ランドラムW・マギーC・セデーニョ |
| 1                          | 左                         | L・スミス                  | 右                         | D・ジャクソンJ・サンドバーグS・バルボニF・ホワイトG・ブレットB・ビアンカラーナL・スミスW・ウィルソンP・シェリダン | 1                          | 中                         | W・マギー                  | 両                         | B・フォーシュT・ニエトJ・クラークT・ハーT・ペンドル · トンO・スミスT・ランドラムW・マギーC・セデーニョ |
| 2                          | 中                         | W・ウィルソン              | 両                         | D・ジャクソンJ・サンドバーグS・バルボニF・ホワイトG・ブレットB・ビアンカラーナL・スミスW・ウィルソンP・シェリダン | 2                          | 遊                         | O・スミス                  | 両                         | B・フォーシュT・ニエトJ・クラークT・ハーT・ペンドル · トンO・スミスT・ランドラムW・マギーC・セデーニョ |
| 3                          | 三                         | G・ブレット                | 左                         | D・ジャクソンJ・サンドバーグS・バルボニF・ホワイトG・ブレットB・ビアンカラーナL・スミスW・ウィルソンP・シェリダン | 3                          | 二                         | T・ハー                    | 両                         | B・フォーシュT・ニエトJ・クラークT・ハーT・ペンドル · トンO・スミスT・ランドラムW・マギーC・セデーニョ |
| 4                          | 二                         | F・ホワイト                | 右                         | D・ジャクソンJ・サンドバーグS・バルボニF・ホワイトG・ブレットB・ビアンカラーナL・スミスW・ウィルソンP・シェリダン | 4                          | 一                         | J・クラーク                | 右                         | B・フォーシュT・ニエトJ・クラークT・ハーT・ペンドル · トンO・スミスT・ランドラムW・マギーC・セデーニョ |
| 5                          | 右                         | P・シェリダン              | 左                         | D・ジャクソンJ・サンドバーグS・バルボニF・ホワイトG・ブレットB・ビアンカラーナL・スミスW・ウィルソンP・シェリダン | 5                          | 左                         | T・ランドラム              | 右                         | B・フォーシュT・ニエトJ・クラークT・ハーT・ペンドル · トンO・スミスT・ランドラムW・マギーC・セデーニョ |
| 6                          | 一                         | S・バルボニ                | 右                         | D・ジャクソンJ・サンドバーグS・バルボニF・ホワイトG・ブレットB・ビアンカラーナL・スミスW・ウィルソンP・シェリダン | 6                          | 右                         | C・セデーニョ              | 右                         | B・フォーシュT・ニエトJ・クラークT・ハーT・ペンドル · トンO・スミスT・ランドラムW・マギーC・セデーニョ |
| 7                          | 捕                         | J・サンドバーグ            | 右                         | D・ジャクソンJ・サンドバーグS・バルボニF・ホワイトG・ブレットB・ビアンカラーナL・スミスW・ウィルソンP・シェリダン | 7                          | 三                         | T・ペンドルトン            | 両                         | B・フォーシュT・ニエトJ・クラークT・ハーT・ペンドル · トンO・スミスT・ランドラムW・マギーC・セデーニョ |
| 8                          | 遊                         | B・ビアンカラーナ          | 両                         | D・ジャクソンJ・サンドバーグS・バルボニF・ホワイトG・ブレットB・ビアンカラーナL・スミスW・ウィルソンP・シェリダン | 8                          | 捕                         | T・ニエト                  | 右                         | B・フォーシュT・ニエトJ・クラークT・ハーT・ペンドル · トンO・スミスT・ランドラムW・マギーC・セデーニョ |
| 9                          | 投                         | D・ジャクソン              | 右                         | D・ジャクソンJ・サンドバーグS・バルボニF・ホワイトG・ブレットB・ビアンカラーナL・スミスW・ウィルソンP・シェリダン | 9                          | 投                         | B・フォーシュ              | 右                         | B・フォーシュT・ニエトJ・クラークT・ハーT・ペンドル · トンO・スミスT・ランドラムW・マギーC・セデーニョ |
| 先発投手                   | 先発投手                   | 先発投手                   | 投球                       | D・ジャクソンJ・サンドバーグS・バルボニF・ホワイトG・ブレットB・ビアンカラーナL・スミスW・ウィルソンP・シェリダン | 先発投手                   | 先発投手                   | 先発投手                   | 投球                       | B・フォーシュT・ニエトJ・クラークT・ハーT・ペンドル · トンO・スミスT・ランドラムW・マギーC・セデーニョ |
| D・ジャクソン              | D・ジャクソン              | D・ジャクソン              | 左                         | D・ジャクソンJ・サンドバーグS・バルボニF・ホワイトG・ブレットB・ビアンカラーナL・スミスW・ウィルソンP・シェリダン | B・フォーシュ              | B・フォーシュ              | B・フォーシュ              | 右                         | B・フォーシュT・ニエトJ・クラークT・ハーT・ペンドル · トンO・スミスT・ランドラムW・マギーC・セデーニョ |

### 第6戦 10月26日
- ロイヤルズ・スタジアム（ミズーリ州カンザスシティ）

|                            | 1 | 2 | 3 | 4 | 5 | 6 | 7 | 8 | 9  | R | H  | E |
| -------------------------- | - | - | - | - | - | - | - | - | -- | - | -- | - |
| セントルイス・カージナルス | 0 | 0 | 0 | 0 | 0 | 0 | 0 | 1 | 0  | 1 | 5  | 0 |
| カンザスシティ・ロイヤルズ | 0 | 0 | 0 | 0 | 0 | 0 | 0 | 0 | 2x | 2 | 10 | 0 |

1. 勝利：ダン・クイゼンベリー（1勝）
2. 敗戦：トッド・ウォーレル（1敗1S）
3. 審判
［球審］ジム・クイック（NL）
［塁審］一塁: ドン・デンキンガー（AL）、二塁: ビル・ウィリアムズ（NL）、三塁: ジム・マッキーン（AL）
［外審］左翼: ボブ・エンゲル（NL）、右翼: ジョン・シュロック（AL）
4. 試合開始時刻: 中部夏時間（UTC-5）午後7時30分  試合時間: 2時間47分  観客: 4万1628人  気温: 68°F（20°C）
詳細: MLB.com Gameday / Baseball-Reference.com

| セントルイス・カージナルス | セントルイス・カージナルス | セントルイス・カージナルス | セントルイス・カージナルス | セントルイス・カージナルス                                                                             | カンザスシティ・ロイヤルズ | カンザスシティ・ロイヤルズ | カンザスシティ・ロイヤルズ | カンザスシティ・ロイヤルズ | カンザスシティ・ロイヤルズ                                                                                          |
| -------------------------- | -------------------------- | -------------------------- | -------------------------- | --- | -------------------------- | -------------------------- | -------------------------- | -------------------------- | --- |
| 打順                       | 守備                       | 選手                       | 打席                       | D・コックスD・ポーターJ・クラークT・ハーT・ペンドル · トンO・スミスT・ランドラムW・マギーC・セデーニョ | 打順                       | 守備                       | 選手                       | 打席                       | C・リーブラントJ・サンドバーグS・バルボニF・ホワイトG・ブレットB・ビアンカラーナL・スミスW・ウィルソンP・シェリダン |
| 1                          | 遊                         | O・スミス                  | 両                         | D・コックスD・ポーターJ・クラークT・ハーT・ペンドル · トンO・スミスT・ランドラムW・マギーC・セデーニョ | 1                          | 左                         | L・スミス                  | 右                         | C・リーブラントJ・サンドバーグS・バルボニF・ホワイトG・ブレットB・ビアンカラーナL・スミスW・ウィルソンP・シェリダン |
| 2                          | 中                         | W・マギー                  | 両                         | D・コックスD・ポーターJ・クラークT・ハーT・ペンドル · トンO・スミスT・ランドラムW・マギーC・セデーニョ | 2                          | 中                         | W・ウィルソン              | 両                         | C・リーブラントJ・サンドバーグS・バルボニF・ホワイトG・ブレットB・ビアンカラーナL・スミスW・ウィルソンP・シェリダン |
| 3                          | 二                         | T・ハー                    | 両                         | D・コックスD・ポーターJ・クラークT・ハーT・ペンドル · トンO・スミスT・ランドラムW・マギーC・セデーニョ | 3                          | 三                         | G・ブレット                | 左                         | C・リーブラントJ・サンドバーグS・バルボニF・ホワイトG・ブレットB・ビアンカラーナL・スミスW・ウィルソンP・シェリダン |
| 4                          | 一                         | J・クラーク                | 右                         | D・コックスD・ポーターJ・クラークT・ハーT・ペンドル · トンO・スミスT・ランドラムW・マギーC・セデーニョ | 4                          | 二                         | F・ホワイト                | 右                         | C・リーブラントJ・サンドバーグS・バルボニF・ホワイトG・ブレットB・ビアンカラーナL・スミスW・ウィルソンP・シェリダン |
| 5                          | 左                         | T・ランドラム              | 右                         | D・コックスD・ポーターJ・クラークT・ハーT・ペンドル · トンO・スミスT・ランドラムW・マギーC・セデーニョ | 5                          | 右                         | P・シェリダン              | 左                         | C・リーブラントJ・サンドバーグS・バルボニF・ホワイトG・ブレットB・ビアンカラーナL・スミスW・ウィルソンP・シェリダン |
| 6                          | 三                         | T・ペンドルトン            | 両                         | D・コックスD・ポーターJ・クラークT・ハーT・ペンドル · トンO・スミスT・ランドラムW・マギーC・セデーニョ | 6                          | 一                         | S・バルボニ                | 右                         | C・リーブラントJ・サンドバーグS・バルボニF・ホワイトG・ブレットB・ビアンカラーナL・スミスW・ウィルソンP・シェリダン |
| 7                          | 右                         | C・セデーニョ              | 右                         | D・コックスD・ポーターJ・クラークT・ハーT・ペンドル · トンO・スミスT・ランドラムW・マギーC・セデーニョ | 7                          | 捕                         | J・サンドバーグ            | 右                         | C・リーブラントJ・サンドバーグS・バルボニF・ホワイトG・ブレットB・ビアンカラーナL・スミスW・ウィルソンP・シェリダン |
| 8                          | 捕                         | D・ポーター                | 左                         | D・コックスD・ポーターJ・クラークT・ハーT・ペンドル · トンO・スミスT・ランドラムW・マギーC・セデーニョ | 8                          | 遊                         | B・ビアンカラーナ          | 両                         | C・リーブラントJ・サンドバーグS・バルボニF・ホワイトG・ブレットB・ビアンカラーナL・スミスW・ウィルソンP・シェリダン |
| 9                          | 投                         | D・コックス                | 右                         | D・コックスD・ポーターJ・クラークT・ハーT・ペンドル · トンO・スミスT・ランドラムW・マギーC・セデーニョ | 9                          | 投                         | C・リーブラント            | 右                         | C・リーブラントJ・サンドバーグS・バルボニF・ホワイトG・ブレットB・ビアンカラーナL・スミスW・ウィルソンP・シェリダン |
| 先発投手                   | 先発投手                   | 先発投手                   | 投球                       | D・コックスD・ポーターJ・クラークT・ハーT・ペンドル · トンO・スミスT・ランドラムW・マギーC・セデーニョ | 先発投手                   | 先発投手                   | 先発投手                   | 投球                       | C・リーブラントJ・サンドバーグS・バルボニF・ホワイトG・ブレットB・ビアンカラーナL・スミスW・ウィルソンP・シェリダン |
| D・コックス                | D・コックス                | D・コックス                | 右                         | D・コックスD・ポーターJ・クラークT・ハーT・ペンドル · トンO・スミスT・ランドラムW・マギーC・セデーニョ | C・リーブラント            | C・リーブラント            | C・リーブラント            | 左                         | C・リーブラントJ・サンドバーグS・バルボニF・ホワイトG・ブレットB・ビアンカラーナL・スミスW・ウィルソンP・シェリダン |

第6戦の先発投手は、ロイヤルズがチャーリー・リーブラント、カージナルスがダニー・コックス。この試合では両先発による投手戦が展開され、7回終了時点で両チームとも無得点のまま。8回表、カージナルスは二死一・二塁の好機で9番コックスに打順がまわったため、代打にブライアン・ハーパーを起用する。このハーパーがリーブラントから中前打を放ち、二塁走者テリー・ペンドルトンが生還してカージナルスが1点を先制した。その裏、2番手ケン・デイリーが無失点に抑え、カージナルスは3年ぶりの優勝まで残り1イニングとした。
9回裏、カージナルスは3番手トッド・ウォーレルが登板する。先頭打者ホルヘ・オータの打球は一塁方向へのゴロとなり、一塁手ジャック・クラークがベースカバーのウォーレルへトスで送球した。アウトと思われたが、一塁塁審ドン・デンキンガーはセーフの判定を下した。カージナルスが抗議したものの、判定は覆らず。テレビ中継ではリプレイが流され、解説のジム・パーマーは「アウトに見えますね」、実況のアル・マイケルズも「アウトであることに疑いの余地はないように思えます」と話していた。その後ロイヤルズは一死満塁の好機を作り、9番・投手ダン・クイゼンベリーの打順で代打にデーン・オージを起用した。オージはウォーレルの2球目を右前へ運び、三塁走者オニクス・コンセプシオンと二塁走者ジム・サンドバーグが相次いで生還、ロイヤルズが土壇場での逆転サヨナラ勝利によりシリーズの行方を最終第7戦へもつれ込ませた。デンキンガーは判定に自信を持っており、試合終了後にコミッショナーのピーター・ユベロスに「正しかったよな？」と確認したが、ユベロスはただ首を横に振って否定したという。
2014年、MLBでは塁上のセーフ/アウトの判定にビデオ判定が行われるようになった。そしてロイヤルズが、この1985年以来29年ぶりのワールドシリーズ進出を果たした。デンキンガーは「ビデオ判定の導入には大賛成。あのときビデオ判定があったら、自分の名前なんて誰にも知られることはなかったんじゃないか」と話した。また、ウォーレルの捕球を音で確認しようとしたが球場の大歓声にかき消されて聴こえなかったといい、判定を下したときの自身の位置取りについて「近すぎた。もうちょっと離れたところから足と捕球を一目に見ていれば、正しい判定を下す可能性が高くなってたと思う」とも振り返っている。

### 第7戦 10月27日
- ロイヤルズ・スタジアム（ミズーリ州カンザスシティ）

|                            | 1 | 2 | 3 | 4 | 5 | 6 | 7 | 8 | 9 | R  | H  | E |
| -------------------------- | - | - | - | - | - | - | - | - | - | -- | -- | - |
| セントルイス・カージナルス | 0 | 0 | 0 | 0 | 0 | 0 | 0 | 0 | 0 | 0  | 5  | 0 |
| カンザスシティ・ロイヤルズ | 0 | 2 | 3 | 0 | 6 | 0 | 0 | 0 | X | 11 | 14 | 0 |

1. 勝利：ブレット・セイバーヘイゲン（2勝）
2. 敗戦：ジョン・テューダー（2勝1敗）
3. 本塁打
KC：ダリル・モトリー1号2ラン
4. 審判
［球審］ドン・デンキンガー（AL）
［塁審］一塁: ビル・ウィリアムズ（NL）、二塁: ジム・マッキーン（AL）、三塁: ボブ・エンゲル（NL）
［外審］左翼: ジョン・シュロック（AL）、右翼: ジム・クイック（NL）
5. 試合開始時刻: 中部夏時間（UTC-5）午後7時25分  試合時間: 2時間46分  観客: 4万1658人  気温: 62°F（16.7°C）
詳細: MLB.com Gameday / Baseball-Reference.com

| セントルイス・カージナルス | セントルイス・カージナルス | セントルイス・カージナルス | セントルイス・カージナルス | セントルイス・カージナルス                                                                                 | カンザスシティ・ロイヤルズ | カンザスシティ・ロイヤルズ | カンザスシティ・ロイヤルズ | カンザスシティ・ロイヤルズ | カンザスシティ・ロイヤルズ                                                                                            |
| -------------------------- | -------------------------- | -------------------------- | -------------------------- | --- | -------------------------- | -------------------------- | -------------------------- | -------------------------- | --- |
| 打順                       | 守備                       | 選手                       | 打席                       | J・テューダーD・ポーターJ・クラークT・ハーT・ペンドル · トンO・スミスT・ランドラムW・マギーA・バンスライク | 打順                       | 守備                       | 選手                       | 打席                       | B・セイバーヘイゲンJ・サンドバーグS・バルボニF・ホワイトG・ブレットB・ビアンカラーナL・スミスW・ウィルソンD・モトリー |
| 1                          | 遊                         | O・スミス                  | 両                         | J・テューダーD・ポーターJ・クラークT・ハーT・ペンドル · トンO・スミスT・ランドラムW・マギーA・バンスライク | 1                          | 左                         | L・スミス                  | 右                         | B・セイバーヘイゲンJ・サンドバーグS・バルボニF・ホワイトG・ブレットB・ビアンカラーナL・スミスW・ウィルソンD・モトリー |
| 2                          | 中                         | W・マギー                  | 両                         | J・テューダーD・ポーターJ・クラークT・ハーT・ペンドル · トンO・スミスT・ランドラムW・マギーA・バンスライク | 2                          | 中                         | W・ウィルソン              | 両                         | B・セイバーヘイゲンJ・サンドバーグS・バルボニF・ホワイトG・ブレットB・ビアンカラーナL・スミスW・ウィルソンD・モトリー |
| 3                          | 二                         | T・ハー                    | 両                         | J・テューダーD・ポーターJ・クラークT・ハーT・ペンドル · トンO・スミスT・ランドラムW・マギーA・バンスライク | 3                          | 三                         | G・ブレット                | 左                         | B・セイバーヘイゲンJ・サンドバーグS・バルボニF・ホワイトG・ブレットB・ビアンカラーナL・スミスW・ウィルソンD・モトリー |
| 4                          | 一                         | J・クラーク                | 右                         | J・テューダーD・ポーターJ・クラークT・ハーT・ペンドル · トンO・スミスT・ランドラムW・マギーA・バンスライク | 4                          | 二                         | F・ホワイト                | 右                         | B・セイバーヘイゲンJ・サンドバーグS・バルボニF・ホワイトG・ブレットB・ビアンカラーナL・スミスW・ウィルソンD・モトリー |
| 5                          | 右                         | A・バンスライク            | 左                         | J・テューダーD・ポーターJ・クラークT・ハーT・ペンドル · トンO・スミスT・ランドラムW・マギーA・バンスライク | 5                          | 捕                         | J・サンドバーグ            | 右                         | B・セイバーヘイゲンJ・サンドバーグS・バルボニF・ホワイトG・ブレットB・ビアンカラーナL・スミスW・ウィルソンD・モトリー |
| 6                          | 三                         | T・ペンドルトン            | 両                         | J・テューダーD・ポーターJ・クラークT・ハーT・ペンドル · トンO・スミスT・ランドラムW・マギーA・バンスライク | 6                          | 一                         | S・バルボニ                | 右                         | B・セイバーヘイゲンJ・サンドバーグS・バルボニF・ホワイトG・ブレットB・ビアンカラーナL・スミスW・ウィルソンD・モトリー |
| 7                          | 左                         | T・ランドラム              | 右                         | J・テューダーD・ポーターJ・クラークT・ハーT・ペンドル · トンO・スミスT・ランドラムW・マギーA・バンスライク | 7                          | 右                         | D・モトリー                | 右                         | B・セイバーヘイゲンJ・サンドバーグS・バルボニF・ホワイトG・ブレットB・ビアンカラーナL・スミスW・ウィルソンD・モトリー |
| 8                          | 捕                         | D・ポーター                | 左                         | J・テューダーD・ポーターJ・クラークT・ハーT・ペンドル · トンO・スミスT・ランドラムW・マギーA・バンスライク | 8                          | 遊                         | B・ビアンカラーナ          | 両                         | B・セイバーヘイゲンJ・サンドバーグS・バルボニF・ホワイトG・ブレットB・ビアンカラーナL・スミスW・ウィルソンD・モトリー |
| 9                          | 投                         | J・テューダー              | 左                         | J・テューダーD・ポーターJ・クラークT・ハーT・ペンドル · トンO・スミスT・ランドラムW・マギーA・バンスライク | 9                          | 投                         | B・セイバーヘイゲン        | 右                         | B・セイバーヘイゲンJ・サンドバーグS・バルボニF・ホワイトG・ブレットB・ビアンカラーナL・スミスW・ウィルソンD・モトリー |
| 先発投手                   | 先発投手                   | 先発投手                   | 投球                       | J・テューダーD・ポーターJ・クラークT・ハーT・ペンドル · トンO・スミスT・ランドラムW・マギーA・バンスライク | 先発投手                   | 先発投手                   | 先発投手                   | 投球                       | B・セイバーヘイゲンJ・サンドバーグS・バルボニF・ホワイトG・ブレットB・ビアンカラーナL・スミスW・ウィルソンD・モトリー |
| J・テューダー              | J・テューダー              | J・テューダー              | 左                         | J・テューダーD・ポーターJ・クラークT・ハーT・ペンドル · トンO・スミスT・ランドラムW・マギーA・バンスライク | B・セイバーヘイゲン        | B・セイバーヘイゲン        | B・セイバーヘイゲン        | 右                         | B・セイバーヘイゲンJ・サンドバーグS・バルボニF・ホワイトG・ブレットB・ビアンカラーナL・スミスW・ウィルソンD・モトリー |

最終第7戦の先発投手は、ロイヤルズがブレット・セイバーヘイゲン、カージナルスがジョン・テューダー。このふたりはともに、この年のレギュラーシーズンでは20勝を挙げている。7戦4勝制のワールドシリーズが3勝3敗のタイにもつれ、最終戦でその年の20勝投手どうしが先発として投げ合うのは、1962年以来23年ぶり史上5度目である。ワールドシリーズでは審判が時計回りにローテーションするため、ドン・デンキンガーが前日の一塁塁審からこの日は球審に移った。試合は2回裏、ダリル・モトリーがテューダーから2点本塁打を放ち、ロイヤルズが先制する。3回裏にも、一死満塁からジム・サンドバーグが押し出し四球を選び、3点目を挙げてテューダーを降板に追い込む。さらに代わって登板したビル・キャンベルからも、スティーブ・バルボニの左前打で2点を奪い5－0とした。ロイヤルズが試合を優位に進める一方、カージナルス打線はセイバーヘイゲンの前に沈黙し、最初の6イニングでは二塁を踏むこともできなかった。
5回裏にもロイヤルズが6点を加え、試合は11－0となる。このイニング途中、カージナルスの監督ホワイティ・ハーゾグと5番手投手ウォーキーン・アンドゥハーがデンキンガーから退場処分を受けた。二死一・二塁の場面でアンドゥハーがサンドバーグに対し内角球を投じ、これをデンキンガーがボールと判定するとアンドゥハーは激昂、これを受けてまずハーゾグがダグアウトから出てきてデンキンガーに抗議し、退場させられた。このときハーゾグが前夜のデンキンガーの誤審を「もしあれがなければこの試合は必要なかった」と蒸し返したため、デンキンガーは「あんたのチームの打者がもうちょっと打ってりゃこの試合は必要なかった」と言い返したという。再開後、次の球をアンドゥハーは再び内角に投げ、これをデンキンガーも再びボールと判定し、アンドゥハーがリアクションをとったところでデンキンガーが退場処分を下した。ワールドシリーズでの退場処分は、1976年にニューヨーク・ヤンキース監督のビリー・マーチンが受けて以来9年ぶりである。
試合はそのまま11－0で終了し、ロイヤルズが優勝を決めた。シリーズ終了後、アイオワ州にあるデンキンガーの自宅に殺害予告などの脅迫や抗議の手紙が寄せられ、警察が警備にあたる騒ぎとなった。この事態に対し、コミッショナーのピーター・ユベロスは「野球には最初から人間的要素が組み込まれている」と誤審を暗に認めつつも、カージナルスによる誤審場面ポスターの販売計画を差し止めるなどして、デンキンガーをかばった。しかしその誤審は人々の印象に強く残り、時が経つにつれて「誤審は第7戦の9回裏二死で起きた」「デンキンガーはこの誤審によって引退させられた」など、事実とは異なる話が広まっていった。